# Bayfield (Wisconsin)
Bayfield es una ciudad ubicada en el condado de Bayfield en el estado estadounidense de Wisconsin. En el Censo de 2010 tenía una población de 487 habitantes y una densidad poblacional de 216,63 personas por km².

## Geografía
Bayfield se encuentra ubicada en las coordenadas 46°48′59″N 90°49′34″O / 46.81639, -90.82611. Según la Oficina del Censo de los Estados Unidos, Bayfield tiene una superficie total de 2.25 km², de la cual 2.23 km² corresponden a tierra firme y (0.92%) 0.02 km² es agua.

## Demografía
Según el censo de 2010, había 487 personas residiendo en Bayfield. La densidad de población era de 216,63 hab./km². De los 487 habitantes, Bayfield estaba compuesto por el 77.82% blancos, el 0.21% eran afroamericanos, el 14.78% eran amerindios, el 1.03% eran asiáticos, el 0% eran isleños del Pacífico, el 0% eran de otras razas y el 6.16% pertenecían a dos o más razas. Del total de la población el 1.85% eran hispanos o latinos de cualquier raza.